# Stagno di Baccarinu
Lo  stagno di Baccarinu, chiamato anche "stagno di Pisale" è  una zona umida situata lungo la costa orientale della Sardegna, limitrofi alla spiaggia di Quirra. Appartiene amministrativamente al comune di Villaputzu.
In base alla direttiva comunitaria "Habitat" n. 92/43/CEE approvata dalla Commissione europea nel 1992 è  stato dichiarato sito di interesse comunitario e inserito nella rete Natura 2000, un sistema di aree dedicate alla conservazione della biodiversità, caratterizzate dalla presenza di habitat e specie faunistiche e floristiche di elevato interesse. Oltre a Baccarinu il sito, univocamente individuato dal codice ITB040017, comprende gli stagni di Murtas, la foce del rio Flumini Durci (tratto terminale del rio Quirra) e  il sistema stagnale di Pardu Mareus.

## V oci correlate
- Geografia della SardegnaSulcis Iglesiente
- Siti di interesse comunitario della Sardegna